# Leber
Die Leber (lateinisch iecur, griechisch Hepar, altgriechisch ἧπαρ hḗpar) ist das zentrale Organ des Stoffwechsels und die größte Drüse des Körpers bei Wirbeltieren. Die wichtigsten Aufgaben sind die Produktion lebenswichtiger Proteine (z. B. Gerinnungsfaktoren), die Verwertung von Nahrungsbestandteilen (z. B. Speicherung von Glykogen und Vitaminen), die Galleproduktion und damit einhergehend der Abbau und die Ausscheidung von Stoffwechselprodukten, Medikamenten und Giftstoffen (siehe dazu Enterohepatischer Kreislauf). Nährstoffe, die aus dem Darm ins Blut aufgenommen werden, gelangen über die Pfortader (Vena portae) zur Leber und werden dann von dieser je nach Bedarf ans Blut abgegeben oder aus dem Blut entfernt. Sie besteht aus einer linken und rechten Leberhälfte.

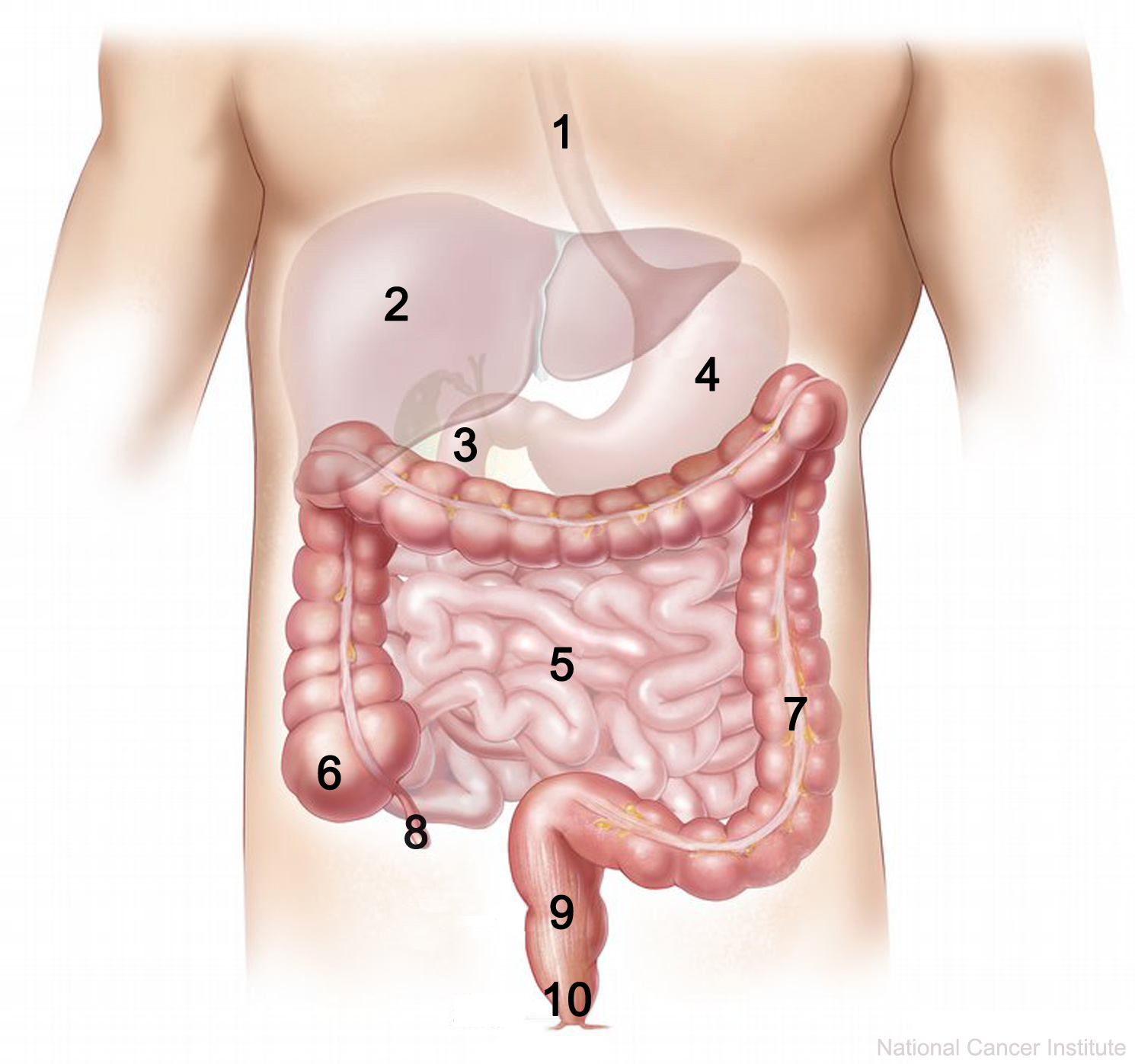
Lage der Leber (2) im menschlichen Körper

Beim Menschen liegt die Leber im rechten Oberbauch direkt unter dem Zwerchfell und ragt mit den linken Anteilen bis in die linke Hälfte des Oberbauchs.

## Etymologie
Der altgermanische Name (mittelhochdeutsch leber[e], althochdeutsch lebara) lässt sich nicht sicher deuten. Die Benennung kann eine substantivierte Adjektivbildung zu (kleben) bleiben sein und würde dann eigentlich „die Klebrige, die Ölige, die Fette“ bedeuten. Andererseits kann das Wort eine Bildung zum Verb leben sein, da die Leber bis ins 17. Jahrhundert als Blut bildendes Organ und wie das Herz als „Sitz des Lebens“ galt. Das wahrscheinlich mit dem lateinischen Neutrum iecur verwandte altgriechische Wort hḗpar (zu altindisch yákṛt bzw. avestisch yākarɚ), in der medizinischen Fachterminologie Hepar (mittellateinisch auch Epar), geht auf eine indogermanische Wurzel *(H)i̯equ̯ṛ- zurück.

## Aufbau der Leber

### Menschliche Leber

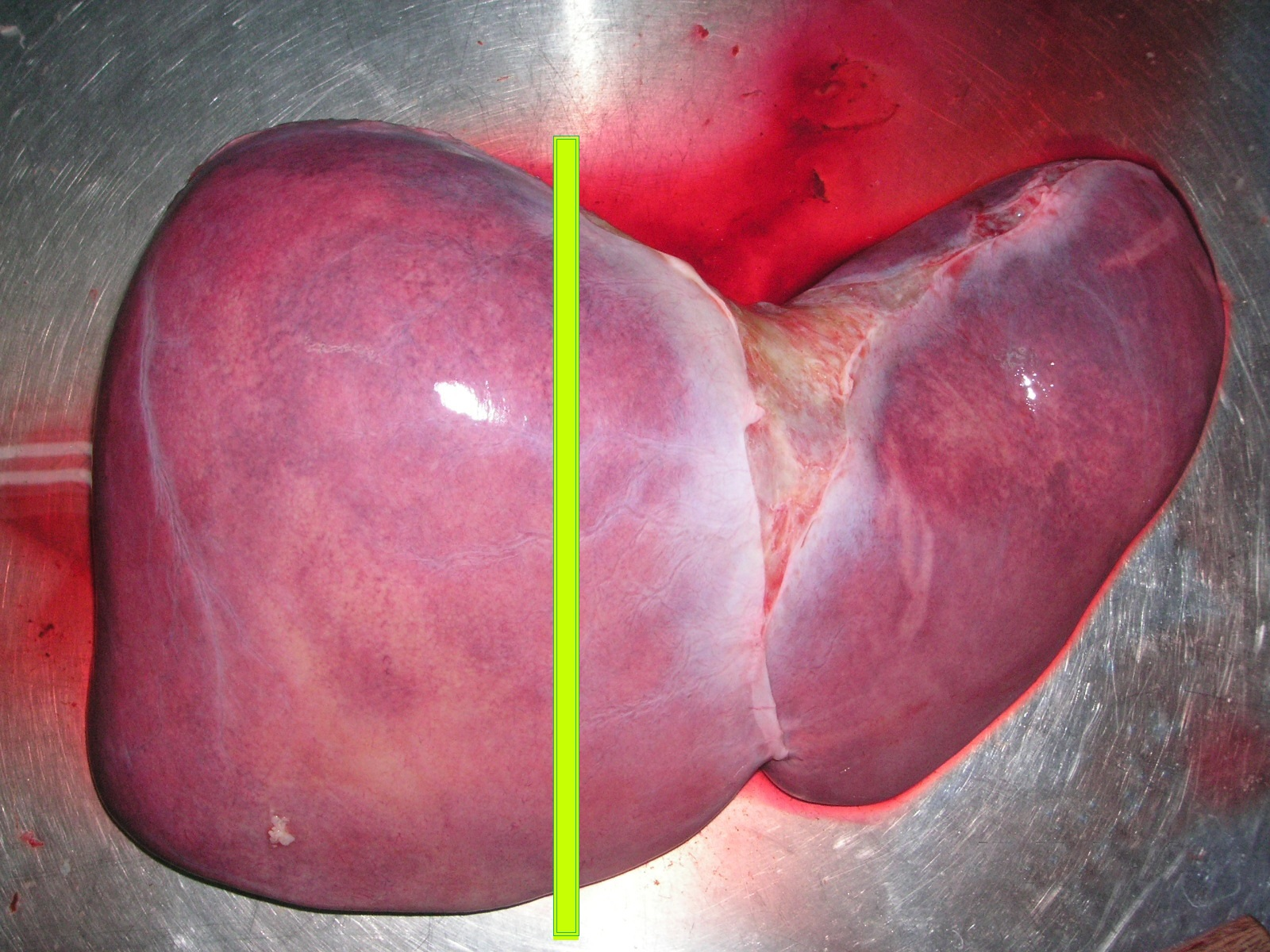
Leber eines Menschen (Grenze zwischen den Hälften grün markiert)

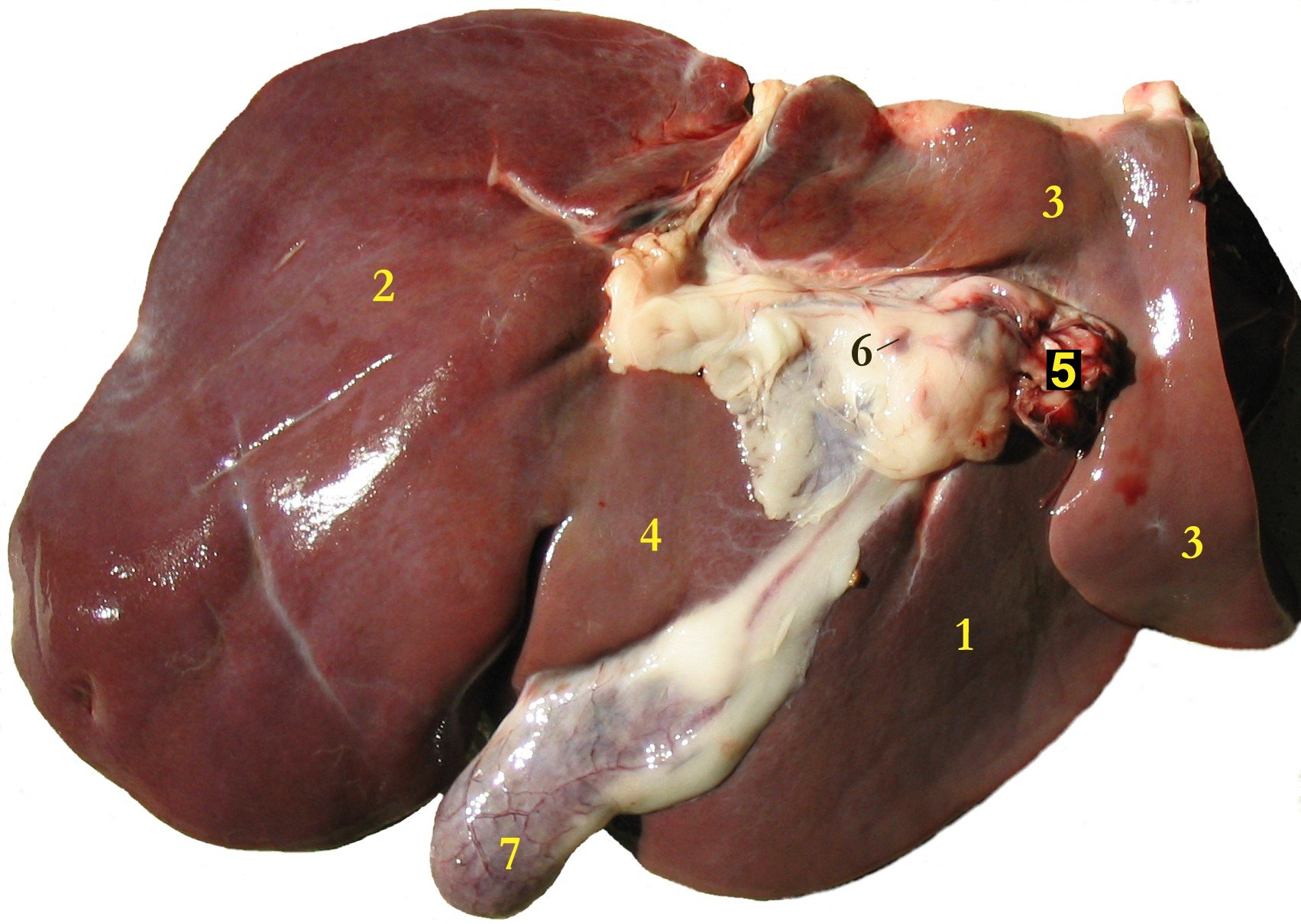
Leber eines Schafes, Eingeweidefläche mit der Gallenblase

Die menschliche Leber wiegt etwa 1500 bis 2000 g und ist ein weiches, gleichmäßig strukturiertes Organ, das sich größtenteils im rechten Oberbauch befindet. Sie lässt sich in zwei große Leberlappen unterteilen. Der rechte Leberlappen (Lobus dexter) liegt unter dem Zwerchfell und ist mit diesem teilweise verwachsen. Er ist größer als der linke Leberlappen (Lobus sinister), der bis in den linken Oberbauch reicht. Außerdem gibt es zwei weitere, kleinere Leberlappen: den quadratischen Lappen (Lobus quadratus) und den „geschwänzten“ Lappen (Lobus caudatus). Die Eingeweidefläche des rechten Leberlappens weist eine Eindellung durch die rechte Niere auf, den Niereneindruck (Impressio renalis).

#### Versorgung
An der Unterseite der Leber liegt die sogenannte Leberpforte (Porta hepatis), über die die Pfortader und die Leberarterien in die Leber eintreten und über die der Gallengang sie verlässt. Die Leberarterie (Arteria hepatica propria) transportiert das sauerstoffreiche Blut vom Herzen, die Pfortader führt Blut mit Nahrungsbestandteilen aus Magen und Darm, mit Abbauprodukten der Milz sowie mit Hormonen der Bauchspeicheldrüse zur Leber. Dabei wird die Leber zu etwa 25 % mit sauerstoffreichem Blut der Leberarterie und zu etwa 75 % mit dem Blut der Pfortader versorgt.

#### Lymphabfluss
Die Leber produziert 25–50 % der Lymphe des Ductus thoracicus, der die gesamte Lymphe der unteren Körperhälfte aufnimmt. Die Menge steigt bei Erkrankungen, die eine Leberstauung verursachen, wie Herzinsuffizienz, noch an. Die Lymphe entsteht in den Lebersinusoiden im Disseschen Raum und erreicht die ersten Kapillaren der Lymphgefäße in den Periportalfeldern. Die Lymphgefäße konvergieren zum Leberhilus und münden in die Leberlymphknoten. Von dort fließt die Lymphe über ein Netzwerk von peripankreatischen und paraaortalen Lymphknoten in die Cisterna chyli. Zusätzlich gibt es sublobuläre Lymphgefäße, die entlang der Lebervenen zur Vena cava inferior fließen. Eine geringe Menge kapsulärer Lymphgefäße befindet sich an der cranialen, convexen Leberkapsel und fließt direkt ins Mediastinum.

#### Funktionelle Aufteilung der menschlichen Leber

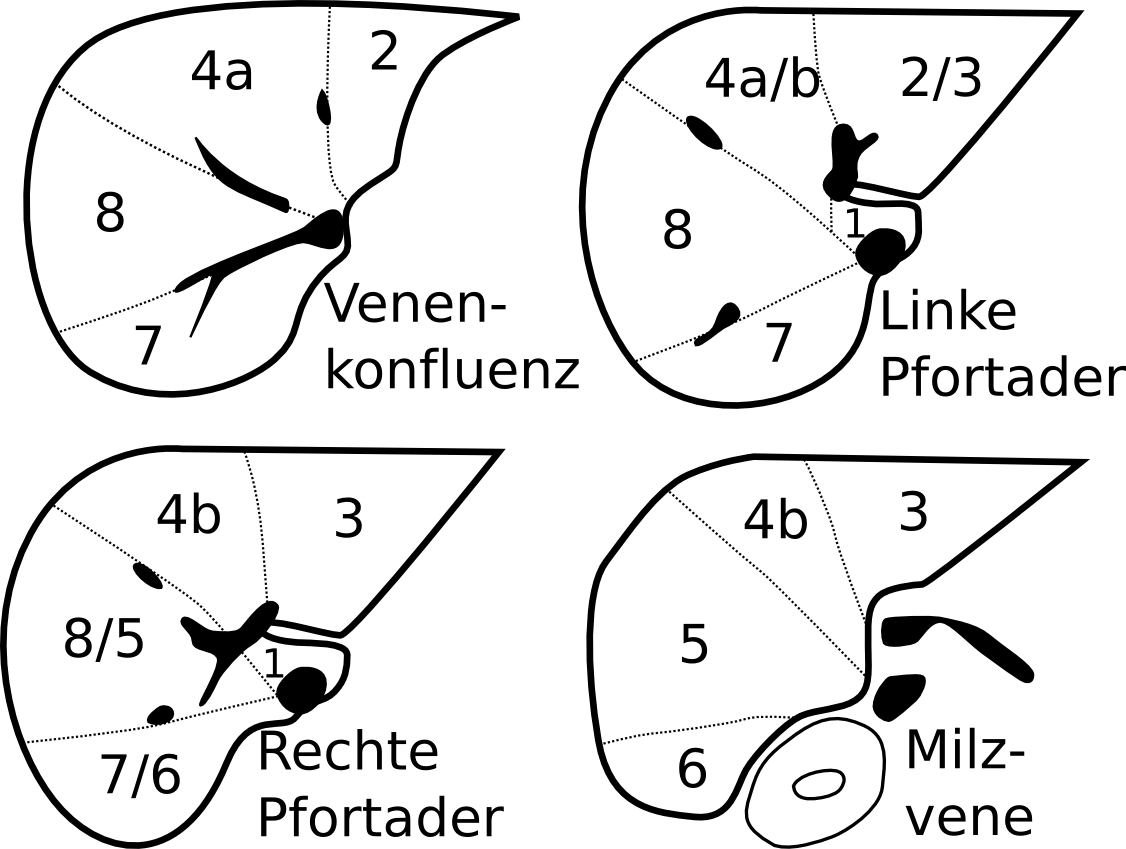
Lebersegmente in axialen Schnittbildern

Die menschliche Leber wird nach Claude Couinaud (1922–2008) in acht Segmente unterteilt. Diese traditionelle Unterteilung wurde in neueren Untersuchungen jedoch infrage gestellt, die – individuell variierend – 9 bis 44 sekundäre Äste der Pfortader nachwiesen. Eine Anekdote behauptet, Couinaud habe sich bei der Nummerierung der Segmente an den Pariser Arrondissements orientiert. Er selbst verwies diese Behauptung in den Bereich moderner Sagen. Trotz der relativen Ungenauigkeit der traditionellen Segmenteinteilung wird sie bis heute unverändert als Standard benutzt zur anatomischen und chirurgischen Orientierung.
Da die menschliche Leber – im Gegensatz zu der vieler Tiere – nur wenige Fissuren zeigt, ist die Zweiteilung durch das Ligamentum falciforme hepatis (siehe Leberbänder) sehr auffällig. Sie hat zu der älteren anatomischen Einteilung in einen linken und rechten Lappen geführt. Die funktionelle und eigentliche Grenze (die Rex-Cantlie-Linie) verläuft senkrecht von Gallenblase bis zur unteren Hohlvene und teilt die Leber auf in zwei Leberhälften (Hēmihēpata). Durch die Aufzweigung der Pfortader wird die Leber horizontal in eine obere (kraniale) und eine untere (kaudale) Segmentgruppe eingeteilt.
- Linke Leberhälfte:
  - Segment 1 – Lobus caudatus
  - Segment 2 – kranialer Teil des Segmentum laterale
  - Segment 3 – kaudaler Teil des Segmentum laterale
  - Segment 4 – Lobus quadratus
    - Segment 4a – kranialer Teil
    - Segment 4b – kaudaler Teil
- Rechte Leberhälfte:
  - Segment 5 – kaudaler Teil des Segmentum anterius
  - Segment 6 – kaudaler Teil des Segmentum posterius
  - Segment 7 – kranialer Teil des Segmentum posterius
  - Segment 8 – kranialer Teil des Segmentum anterius

Eine Expertengruppe der International Hepato-Pancreato-Biliary Association veröffentlichte im Jahr 2000 eine Neudefinition der anatomischen Lebereinteilungen, die Brisbane-Terminologie genannt wurde. Diese Terminologie verbreitete sich weltweit und wird allgemein benutzt.
Neu ist:
- Die Verwendung von arabischen Zahlen anstatt römischen für die Segmentzuordnung.
- Die Einführung des Begriffes Sektor, womit eine funktionelle Einheit zweier übereinander liegender Segmente definiert wird.

### Leber bei anderen Säugetieren
Die Leber nimmt beim Hund etwa 4 %, beim Schwein 3 % und bei Pflanzenfressern bis zu 1,5 % der Körpermasse ein. Die Säugetierleber ist prinzipiell in den linken Leberlappen (Lobus sinister), den rechten Leberlappen (Lobus dexter), den quadratischen Lappen (Lobus quadratus) und den „geschwänzten“ Lappen (Lobus caudatus) gegliedert. Bei Raubtieren sind rechter und linker Leberlappen nochmals unterteilt (Lobus dexter lateralis und medialis sowie Lobus sinister lateralis und medialis) und der Lobus caudatus besitzt zwei Fortsätze (Processus caudatus und Processus papillaris). Beim Schwein sind rechter und linker Leberlappen ebenfalls unterteilt, ein Processus papillaris ist jedoch nicht ausgebildet. Beim Pferd ist nur der linke Leberlappen unterteilt, ein Processus papillaris fehlt. Bei Wiederkäuern sind rechter und linker Leberlappen ungegliedert, der Lobus caudatus besitzt einen Processus caudatus und einen Processus papillaris. In die Eingeweidefläche drückt sich bei Wiederkäuern der Netzmagen in die Leber ein und verursacht eine seichte Eindellung (Impressio reticularis), ebenso der Blättermagen (Impressio omasica). Der obere Rand der Leber (Margo dorsalis) ist abgerundet und wird daher auch als Margo obtusus bezeichnet. Der bauchseitige Rand (Margo ventralis) ist dagegen scharf und daher Margo acutus genannt.

## Leberbänder
Die Leber ist über mehrere Bänder in der Bauchhöhle befestigt. Diese Bänder stellen keine Bindegewebsstrukturen dar, sondern Doppelfalten (Duplikaturen) des Bauchfells:
- Ligg. triangulare dextrum et sinistrum
- Lig. coronarium
- Lig. falciforme hepatis
- Lig. teres hepatis (rundes Leberband, Überrest der Nabelvene)
- Lig. venosum (obliterierter Ductus venosus der Nabelvene)
- Lig. hepatogastricum
- Lig. hepatoduodenale
- Lig. hepatocolicum.

Mit dem Zwerchfell ist der hintere (dorsale) Leberrand über das Ligamentum coronarium verbunden. Das Ligamentum coronarium geht beidseits in das dreieckige Ligamentum triangulare dextrum bzw. sinistrum über, welche die sogenannte nackte Fläche der Leber (Area nuda) mit direktem Kontakt zum Zwerchfell ohne zwischenliegendes Bauchfell umkreisen. Auf der Zwerchfellseite zieht vom Ligamentum coronarium das Ligamentum falciforme hepatis („sichelförmiges Leberband“) rechtwinklig zur Bauchseite (ventral). Das Ligamentum falciforme hepatis zieht ursprünglich bis zum Bauchnabel, denn es stellt beim Fetus das Gekröse der Nabelvene dar. Die Nabelvene selbst verschließt sich unmittelbar nach der Geburt und bleibt als rundlicher bindegewebiger Strang erhalten, der als Ligamentum teres hepatis durch den freien Rand des Ligamentum falciforme hepatis zieht und als Ligamentum venosum hepatis die Venae hepaticae bzw. die Portalvene erreicht.
Zur Bauchhöhlenseite ist die Leber mit dem Magen und dem Duodenum über das kleine Netz (Omentum minus) verbunden. Die Appendix fibrosa fixiert den linken Leberlappen zusätzlich am Zwerchfell.

## Feinbau der Leber

Glisson-Trias der menschlichen Leber

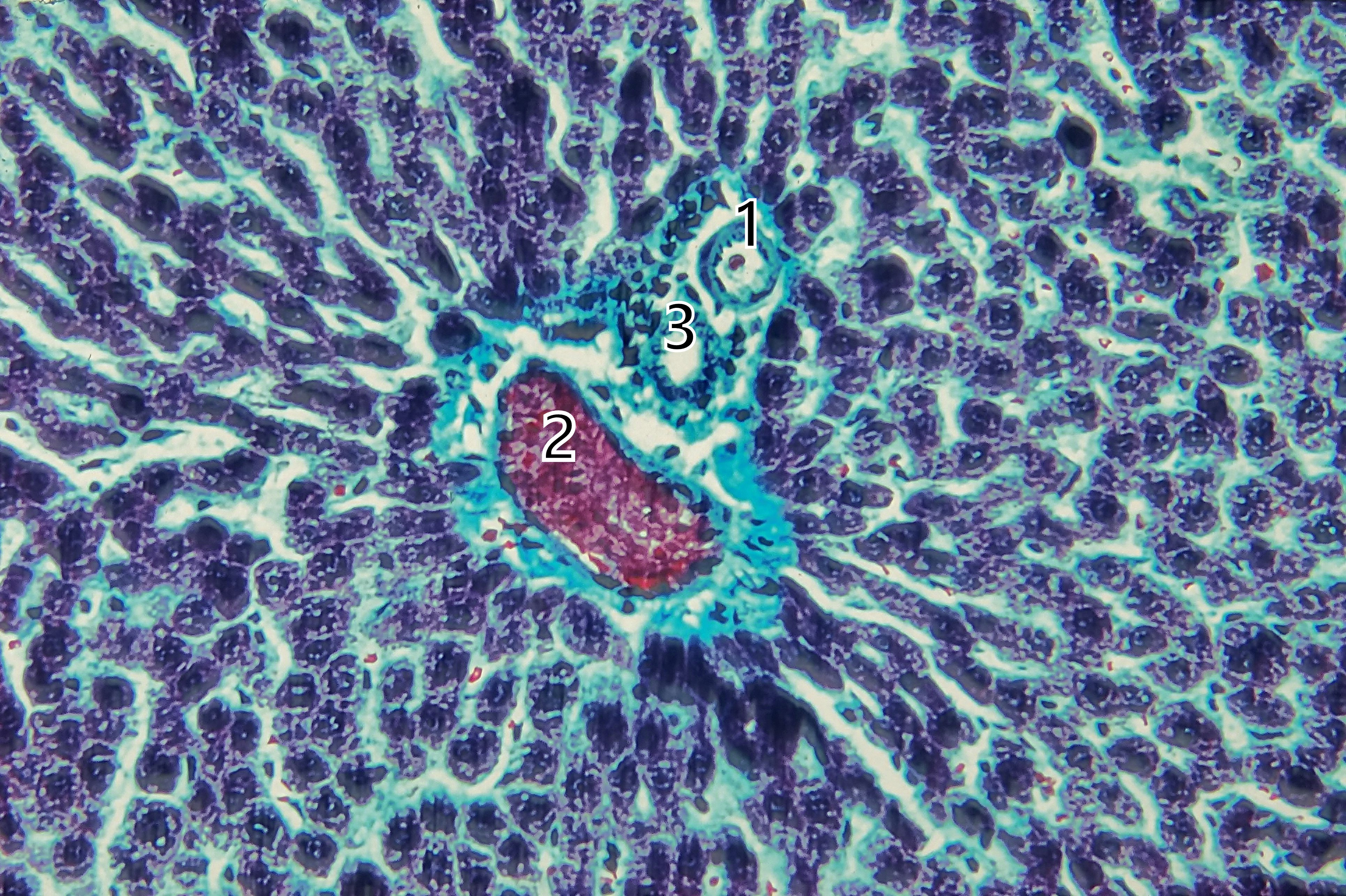
Glisson-Trias der Rattenleber, 1 Arteria interlobularis, 2 Vena interlobularis, 3 Ductus biliferus (Masson-Goldner-Färbung)

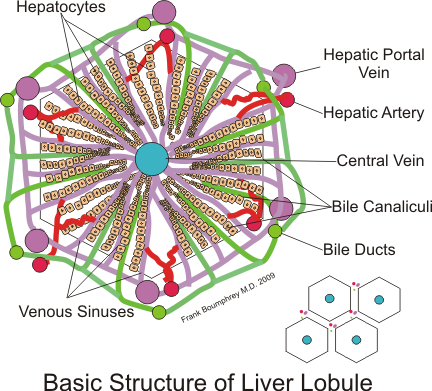
Schematische Darstellung eines Zentralvenen-Leberläppchens. Die Glisson-Trias befinden sich jeweils zwischen den Sechsecken, Bild unten rechts. Sie bestehen aus: Ductus biliferi interlobulares (grün), Arteria interlobularis (rot) und Vena interlobularis (lila)

Vergrößerung der schematischen Darstellung eines Zentralvenen-Leberläppchens.

Die Leberlappen sind von einer Bindegewebskapsel umgeben, die auch als Leber- oder Glisson-Kapsel bezeichnet wird. Von ihr ziehen Stränge in das Innere, die sich im histologischen Schnitt als Portalfelder darstellen. Sie unterteilen die Leberlappen in winzige Leberläppchen (max. 1–2 mm). Diese, im Anschnitt sechseckige, Gebilde, bestehen vorwiegend aus Leberzellen (Hepatozyten). Die Hepatozyten haben meist mehrere Zellkerne und sind in Strängen angeordnet („Leberzellbalken“). An den Eckpunkten benachbarter Leberläppchen liegen die Portalfelder. In diesen Feldern verläuft jeweils eine Arteria interlobularis (ein Ast der Leberarterie), eine Vena interlobularis (ein Ast der Pfortader) und ein Gallengang (Ductus biliferus). Diese Gefäße bezeichnet man als Glisson-Trias (Glissonsches Dreieck). Die Glisson-Trias ist beim Menschen im Mikroskop weniger ausgeprägt zu erkennen als bei manchen Tieren, z. B. Schwein, Ratte (s. Abb.).
Zwischen den Leberzellen liegen die erweiterten Kapillaren der Leber (Lebersinusoide) angeordnet. Diese Sinusoide sind von einem diskontinuierlichen Endothel (Basallamina fehlt) ausgekleidet und enthalten spezielle Makrophagen, die Kupffer-Zellen (alte Bezeichnung Kupffer'sche Sternzelle). Die Sinusoide transportieren das Blut der Pfortader zusammen mit dem Blut aus der Leberarterie durch die Leberläppchen in Richtung der Läppchenzentren, wo es jeweils von einer Zentralvene (Vena centralis) aufgenommen wird. Die Zentralvenen vereinigen sich zu größeren Venen (Venae sublobulares) und münden schließlich in die meist drei Lebervenen (Venae hepaticae).
Den Spaltraum zwischen den Endothelzellen der Lebersinusoide und den Leberzellen nennt man den Disse-Raum (nach Josef Disse), in dem der eigentliche Stoffaustausch zwischen Blut und Hepatozyten stattfindet. Im Disse-Raum befindet sich Blutplasma, weiterhin die sog. Ito-Zellen, die Vitamin A enthalten und der Fettspeicherung dienen. Außerdem gelten sie als Produzenten der intralobulären Bindegewebsfasern und erlangen pathophysiologische Bedeutung im Rahmen der Leberzirrhose.
Die Gallenkapillaren sind innerhalb der Leberläppchen nur Vertiefungen der Leberzellen, erst nach dem Austritt aus den Läppchen bekommen sie eine eigene Wand und werden zu den Gallengängen mit einem einschichtig-prismatischen Epithel. Aus den kleinen Gallengängen eines Portalfeldes fließt die Galle über größere Gallengänge aus der Leber.
Neben der oben beschriebenen Einteilung der Leber in die klassischen Zentralvenen-Läppchen (Lobulus), ist die Einteilung in Leberazini (Singular: Leberazinus) hilfreich. Hierbei handelt es sich eher um eine funktionelle als um eine histologische Betrachtungsweise. Die mittlere Achse eines Azinus stellt ein Bündel mit den terminalen Zweigen der Versorgung, also den Gefäßen des Glisson-Trias dar, die ja am Rand des klassischen Läppchens verlaufen. Der Vorteil dieser Einteilung ist, dass sie berücksichtigt, dass ein Versorgungsbündel das Blut in beide benachbarten Läppchen entlassen kann.
Die am nächsten am Versorgungsbündel liegenden Hepatozyten werden am besten mit Sauerstoff und Nährstoffen beliefert, weshalb dieser Bereich als Zone 1 des Azinus bezeichnet wird. Weiter zum Zentrum des klassischen Läppchens liegen dann die Zonen 2 und 3.

## Leistungen der Leber
Von 1850 bis 1857 führte Claude Bernard Studien über Glykogen und Zuckerbildung in der Leber durch. Erste bedeutende Tierversuche zur wissenschaftlichen Erforschung der Leberfunktion wurden von 1885 bis 1888 von Oskar Minkowski und Bernhard Naunyn durchgeführt und publiziert. Die Leber ist eng in die Steuerung des Glukose-, Fett- und Eiweißstoffwechsels eingebunden. Glukose wird vom Darmblut aufgenommen und kontrolliert an den restlichen Körper weitergegeben. Ein Überschuss wird als Glykogen gespeichert. Bei Energiebedarf wird der Speicherstoff zu Glukose gewandelt. Die Leber beeinflusst – gesteuert durch Hormone wie Insulin und Glucagon – den Blutzuckerspiegel und kann ihn, von der Nahrungsmittelzufuhr unabhängig, konstant halten. Insulin bewirkt in der Leber die Umwandlung des Zuckers in die Speicherform Glykogen und hemmt den Abbau von Fett. Das Hormon Glucagon regt seinerseits die Leber zum Glykogenabbau an und agiert somit als Gegenspieler (Antagonist) vom Insulin.
- Syntheseleistungen:
  - Gluconeogenese (Neubildung von Traubenzucker) aus z. B. Glycerin, Lactat/Pyruvat und manchen Aminosäuren
  - Ketonkörpersynthese
  - Synthese von Cholesterin und den hieraus abgeleiteten Gallensäuren
  - Synthese von Fettsäuren
  - Synthese von Bluteiweißen wie
    - Albumin
    - Globuline (außer Gamma)
    - Gerinnungsfaktoren
    - Akute-Phase-Proteine
- Speicherung von
  - Glucose in Form von Glykogen
  - Fett in Form von Lipoproteinen
  - einigen Vitaminen
  - Blut
- Bildung der Galle

- Abbau und Entgiftung – hierbei sind besonders die Cytochrom P450-abhängigen Enzyme beteiligt – von:
  - geschädigten und alten Erythrozyten durch Kupffer-Zellen (Leberspezifische Makrophagen)
  - Bilirubin (Abbauprodukt des Hämoglobins)
  - Ammoniak zu Harnstoff
  - Steroidhormonen
  - Medikamenten/Giften
- Blutbildung beim Fetus bis zum 7. Schwangerschaftsmonat (hepato-lienale Periode)
- die Regulierung des Vitamin- und Spurenelementstoffwechsels

Die Leber hat im Vergleich zu anderen Organen des Körpers eine relativ ausgeprägte Fähigkeit zur Regeneration. Stirbt ein Teil ab, wird die Leber verletzt oder sonst beschädigt, so kann das betroffene Gewebe wieder neu gebildet werden. Voraussetzung für eine Neubildung ist, dass die Ursache der Verletzung entfernt wurde, weniger als fünfzig Prozent der funktionellen Masse des Organs geschädigt wurden und die Leber ihre Regenerationsfähigkeit bei der Verletzung hat aufrechterhalten können. Diese Eigenschaft wird bei Lebertransplantationen oft ausgenutzt. Vernarbungen wie beispielsweise bei Hautverletzungen treten hierbei nicht auf.
Die Regenerationsfähigkeit der Leber schlägt sich bereits in der griechischen Mythologie nieder: In der Sage des Prometheus wird dieser zur Strafe für die Übergabe des Feuers an die Menschen an einem Felsen festgeschmiedet. Ein Adler hackt täglich einen Teil seiner Leber heraus, der bis zum nächsten Tag nachwächst.

## Leberenzyme
Die Blutuntersuchung der Leberenzyme gibt bei Lebererkrankungen Hinweise auf Art und Ausmaß der Erkrankung (Leberwerte). Enzyme werden wie überall im Körper auch in der Leber benötigt, um die Stoffwechselleistungen der Leber aufrechtzuerhalten. Im Normalfall sind diese Eiweiße Bestandteile des Zytoplasmas der Leberzellen (Hepatozyten). Jedoch werden diese Enzyme auch von anderen Geweben produziert und sind nicht ausnahmslos der Leber zuzuordnen. Bei Schädigung der Leberzellen treten diese Enzyme im Blutserum erhöht auf. Je nachdem, welche Enzyme erhöht sind, kann man oft auf die Art der Erkrankung schließen. Die Höhe des Enzymanstiegs im Serum entspricht dabei dem Ausmaß der Schädigung der Leberzellen. Da diese Enzyme nur ins Blut gelangen, wenn Leberzellen zerstört werden, ist vor allem eine zu hohe Konzentration ein Indikator für eine Erkrankung der Leber. Die Leberwerte können im kleinen Blutbild kontrolliert werden. Ursache von Zellschäden können unter anderem Virusinfektionen, Alkohol, Vergiftungen oder Tumoren sein. Alle Enzyme in den Leberzellen kommen auch in anderen Körperzellen vor, wie zum Beispiel im Herzen und in der Skelettmuskulatur. Dennoch sind manche Enzyme nur bei Leberzellschäden im Serum (flüssiger Bestandteil des Blutes ohne Fibrinogen) erhöht.
Oft gemessene Leberenzyme sind:
- GOT = AST = ASAT = Glutamat-Oxalacetat-Transaminase/Aspartat-Aminotransferase: Erhöht bei Vergiftung durch Alkohol oder andere toxische Stoffe, bei Entzündung und Leberstauung, besonders bei akuten Lebererkrankungen.
- GPT = ALT = ALAT = Glutamat-Pyruvat-Transaminase/Alanin-Aminotransferase: Analysiert wird der Quotient AST/ALT. Ein Wert zwischen 0.8 und 1.0 deutet auf einen leichten Leberschaden hin, liegt der Wert über 1.0 gilt das als Indikator für einen schweren Leberschaden. Mögliche Ursachen sind ein Tumor, Entzündung oder Vergiftung der Leber.
- Gamma-GT = γ-GT = GGT = Gamma-Glutamyl-Transferase: Eine Erhöhung dieses Wertes im Blutbild ist Folge einer Vergiftung oder eines Gallenstaus in der Leber.
- AP = Alkalische Phosphatase: Wird ein erhöhter Wert im Blutbild gemessen, kann dies ein Hinweis auf ein Leberkarzinom, Leberzirrhose, Hepatitis oder Gallenstau sein.

Die Gamma-GT ist hier der empfindlichste Parameter für Schäden der Leberzellen und des Gallengangsystems.

## Schäden und Krankheiten (Hepatopathien)
- Alpha-1-Antitrypsin-Mangel
- Fettleber (infolge einer Leberverfettung)
- Speckleber (Amyloidose)
- Hepatitis (Leberentzündung)
- weitere entzündliche Lebererkrankungen (Entzündungen der Leber) wie Leberabszess und Lebertuberkulose
- Gelbsucht (Ikterus)
- Hämochromatose (Eisenspeicherkrankheit)
- Leberegel
  - Großer Leberegel (Fasciola hepatica)
  - Kleiner Leberegel (Dicrocoelium lanceolatum)
  - Chinesischer Leberegel (Clonorchis sinensis)
- Leberkokzidiose
- Leberkolik (bei Cholezystolithiasis)[20]
- Lebersarkoidose
- Leberzirrhose (Leberverhärtung)
- Leberatrophie
- Pfortaderhochdruck (mit Ösophagusvarizen)
- Pfortaderthrombose
- Eine Leberschrumpfung kann zur Schrumpfleber führen.[21]
- Eine Lebervergrößerung führt zur Hepatomegalie.
- Lebersternchen (Eppinger-Sternchen, Spider naevi)[22]
- Stauungsleber (Leberveränderung infolge einer Leberstauung)[23][24]
- Leberversagen (Leberinsuffizienz), Leberdystrophie und Lebernekrose
- hepatische Enzephalopathie (Hirnleistungsstörungen bis zum Leberkoma, Coma hepaticum)
- hepatorenales Syndrom als Folge einer Bauchwassersucht[25] oder Leberwassersucht[26]
- immunologische Lebererkrankungen (Autoimmunhepatitis)
- Lebermetastasen
- Parasitosen der Leber wie die Leber-Echinokokkose
- Lebertumore (gutartig oder bösartig)
- Leberzellkarzinom (Leberkarzinom, Leberkrebs, Carcinoma hepatis)
- Leberabszesse (Hepatapostema)[27]
- Caroli-Syndrom
- Gallengangsveränderungen
  - Byler-Syndrom (syn. progressive familiäre intrahepatische Cholestase, PFIC)
  - Alagille-Syndrom
- Porphyrie
- Reye-Syndrom
- Mottenfraßnekrose (Leberzellnekrose)
- Morbus Meulengracht (Morbus Gilbert)
- Morbus Wilson (Kupferspeicherkrankheit)
- Toxische Leberschäden (durch Vergiftungen)
- traumatische Schädigung (Ruptur, Lazeration, Hämatom)
- Venenverschlusskrankheit (VOD)
- Xanthomatose
- Zystenleber (Leberveränderung durch viele Leberzysten)

Die Geschichte der Leberchirurgie begann im 19. Jahrhundert.

## Redensarten
Da man früher die Leber als den Sitz der Gefühle, in der Antike insbesondere negativer Emotionen wie Hass, Neid und Zorn, und der Temperamente sowie als Urheber des Blutes und von Trieben ansah, wurde sie zum Gegenstand mehrerer Redensarten. Heute noch gilt die Leber, von der ja die „Galle“ ausgeht, als Sitz des Zorns. Beispiele für entsprechende Redensarten:
- „Mir läuft (kriecht) eine Laus über die Leber“ bedeutet ‚ich ärgere mich‘[32] oder ‚ich bin schlecht gelaunt‘.[33]
- „Frei von der Leber (weg) reden“ bedeutet ‚offen sprechen‘[33] oder ‚ohne Hemmungen sagen, was man meint und denkt‘ oder ‚sich keinen Zwang auferlegen‘.[32]
- „Die beleidigte Leberwurst spielen“ bedeutet ‚ohne triftigen Grund beleidigt oder gekränkt sein‘.
- „Eine trockene Leber haben“ bedeutet ‚gerne (Alkohol) trinken‘.[33][32]

## Leber als Lebensmittel
Die Leber verschiedener Tiere eignet sich für den Verzehr und ist Bestandteil vieler Küchen, siehe Leber (Lebensmittel).
Als Arznei und Stärkungsmittel wird Lebertran verwendet, der aus verschiedenen Fischarten gewonnen wird.

## Leber in Kultur und Gesellschaft
In der griechischen Mythologie wurde Prometheus, von den Göttern bestraft, da er den Menschen das Feuer gegeben hat. Er wurde von ihnen an einen Fels gekettet und dazu verdammt, dass ein Geier jeden Tag seine Leber verspeist, welche sich über Nacht regeneriert (die Leber ist das einzige innere menschliche Organ, welches dazu in der Lage ist sich in großen Teilen selbst zu regenerieren). Ferner ist in der Humoralpathologie die Leber mit dem Element Feuer verbunden. In der Heilkunde wurden von altägyptischer Zeit bis ins Mittelalter Lebern von Hunden (insbesondere „tobenden“), Ziegenböcken, Wölfen, Eseln oder Schweinen verwendet.